# Colibrí de gorja robí
El colibrí de gorja robí o colibrí de gola vermella (Archilochus colubris) és una espècie d'ocell originari d'Amèrica del Nord i Amèrica Central, pertanyent a la família Trochilidae de l'ordre Apodiformes. És l'única espècie de colibrí que nia regularment a l'est del Riu Mississipi a Amèrica del Nord.